# Kisdombegyház
Kisdombegyház è un comune dell'Ungheria di 590 abitanti (dati 2001) . È situato nella contea di Békés.